# Renault Laguna II
La Renault Laguna II è la seconda generazione della Renault Laguna, un'autovettura di fascia medio-alta prodotta dalla casa automobilistica francese Renault tra l'autunno del 2000 ed il 2007. La commercializzazione è stata invece avviata a partire dal gennaio del 2001, quando sono avvenute le prime consegne.

## Storia e profilo

### Genesi e debutto
Intorno alla metà degli anni novanta la Renault stava vivendo un periodo abbastanza soddisfacente dal punto di vista commerciale: quasi tutti i modelli in gamma stavano riscuotendo consensi da parte della clientela. Inoltre, di lì a poco sarebbero stati lanciati altri modelli di successo, come la Mégane Scénic, prima monovolume media della casa francese. Nel 1995 venne esposta la concept car Initiale, una vettura di grossa taglia con carrozzeria a due volumi, i cui contenuti stilistici sarebbero stati utilizzati per la nuova generazione della Laguna. Nel 1996 venne avviato il progetto X74, destinato appunto alla seconda serie del modello di segmento D della Casa della Losanga. Tale progetto fu il primo ad essere sviluppato presso il Technocentre di Guyancourt.
Il progetto si rivelò più complicato del previsto poiché tra le specifiche dettate dai responsabili di progetto, vi fu anche quella che prevedeva di utilizzare il pianale della nuova vettura anche per altri modelli della casa, cioè la quarta generazione della monovolume Espace e per l'erede della Safrane. I primi rendering grafici vennero diffusi dalla stampa specializzata alla fine del decennio, quando la Renault si unì alla Nissan dando origine al gruppo Renault-Nissan. In virtù di tale alleanza, si stabilì che il pianale progettato per la seconda generazione della Laguna sarebbe stato condiviso anche con la nuova Primera, giunta a quel punto alla sua terza generazione.
Il progetto fu caratterizzato da una particolare organizzazione, tale da permettere una sensibile riduzione dei tempi di progettazione passato a 41 mesi contro i 58 mesi richiesti per il progetto X56 della versione precedente. La vettura definitiva fu presentata nell'autunno del 2000, ma la sua commercializzazione fu avviata all'inizio dell'anno seguente.

#### Design esterno ed interno
La seconda generazione della Laguna riprendeva alcuni contenuti stilistici della concept Initiale, presentata nel 1995: proponeva una linea assai più affilata e grintosa che non quella del modello uscente. Tale aspetto era sottolineato dal corpo vettura spigoloso, con un frontale appuntito e dotato di sottili fari a sviluppo orizzontale. La fiancata era caratterizzata invece dallo scalino in corrispondenza della linea di cintura, al di sotto della quale la carrozzeria si allargava. Tale stilema era uno di quelli mutuati dalla concept. La vista laterale consentiva inoltre di percepire l'impronta più da coupé che non da berlina data alla vettura dalla squadra di designer diretta da Patrick Le Quément. Alcune fonti parlano addirittura di berlina-coupé, ma in realtà si trattava di un corpo vettura a due volumi e mezzo, sebbene particolarmente profilato. L'impronta sportiva era data anche dalla presenza di montanti centrali neri che si camuffavano tra un finestrino e l'altro. Più grossi ed evidenti erano invece i montanti posteriori, assai inclinati. Dalla Initiale proveniva anche la forma data al lunotto posteriore, disegnato a forma di V e che scendeva verso la coda tronca e dominata dai grandi gruppi ottici anch'essi a sviluppo orizzontale.
L'abitacolo offriva maggior abitabilità grazie all'aumento della misura del passo, mentre il posto guida era caratterizzato da un gruppo plancia-cruscotto dotato di alcune ricercatezze come il display presente al centro della plancia in posizione elevata, oppure la console centrale i cui comandi venivano nascosti da un coperchio. La stampa specializzata elogiava in maniera particolare i materiali utilizzati e le finiture. Il bagagliaio aveva una capacità massima di 430 litri, espandibili a 1.300 grazie all'abbattimento dello schienale posteriore.

#### Struttura, meccanica e motori

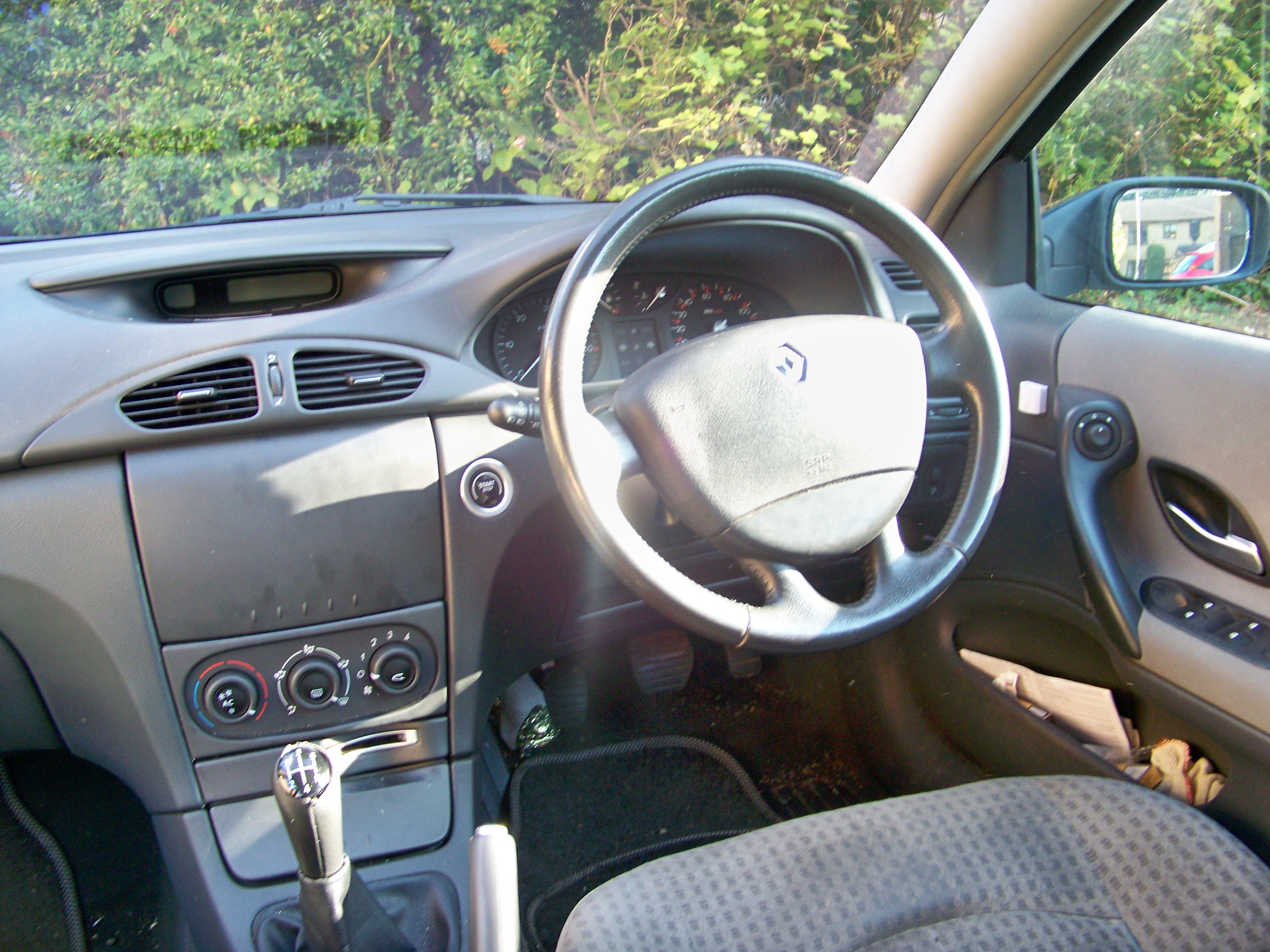
Il posto guida di una Laguna II con guida a destra

Nello sviluppare la vettura i progettisti cercarono di concentrarsi in particolar modo sul fattore sicurezza. A tale scopo venne realizzata una struttura di particolare efficacia nell'assorbimento degli urti: la scocca è stata realizzata utilizzando acciai ad elevato limite elastico. La casa dichiarò all'epoca che tali acciai garantivano una rigidità due volte e mezza superiore rispetto a quella ottenuta utilizzando acciai tradizionali. Uno studio accurato venne condotto sulle zone d'impatto e sull'ottimizzazione della loro deformazione durante gli urti. In tal senso venne ottimizzato persino il posizionamento di motore, cambio ed altri organi meccanici, affinché questi non interferissero con la deformazione della scocca.
Il corpo vettura non rinunciò tuttavia al concetto di contenimento dei pesi: i parafanghi furono realizzati in materiale sintetico (termopolimero, per la precisione), mentre il cofano motore era in alluminio.
La Laguna II nacque su un pianale nuovo, anche se dal punto di vista puramente meccanico si trattava essenzialmente di un'evoluzione di quello utilizzato nella versione precedente: cambiarono la misura del passo (da 2.67 a 2.74 m) e il retrotreno che, pur conservando il precedente schema a ruote interconnesse con barre di torsione, venne rivisitato per meglio assorbire le sconnessioni del fondo stradale. All'avantreno venne conservato lo schema a ruote indipendenti di tipo MacPherson con molle elicoidali. Per quanto riguarda l'impianto frenante, la soluzione a quattro dischi venne estesa a tutte le motorizzazioni (nella Laguna I le motorizzazioni base montavano un impianto frenante misto): i freni anteriori erano a dischi autoventilanti e l'ABS era di serie su tutta la gamma. Il controllo di stabilità era invece di serie solo in abbinamento alla motorizzazione di punta, ossia il 3.0 V6. Le motorizzazioni inferiori potevano essere ordinate con tale dispositivo solo pagando un sovrapprezzo.
Al suo debutto era prevista in sei motorizzazioni, tre a benzina e quattro a gasolio:
- 1.6 16v: motorizzazione di base consistente nel motore K4M da 1598 cm³ con potenza massima di 110 CV;
- 1.8 16v: motorizzazione intermedia costituita dal motore F4PC da 1783 cm³ con potenza massima di 120 CV;
- 2.0 16v IDE: motore da 1998 cm³ ad iniezione diretta con potenza massima di 140 CV;
- 3.0 V6 24v: motorizzazione di punta rappresentata dall'unità L7X da 2946 cm³, in grado di erogare una potenza massima di 207 CV;
- 1.9 dCi: tre delle quattro motorizzazioni a gasolio erano basate sull'unità F9Q da 1870 cm³. Entrambe le motorizzazioni erano di tipo turbodiesel, con alimentazione ad iniezione diretta e tecnologia common rail. I tre livelli di potenza in cui questo motore venne proposto erano di 100, 107 e 120 CV;
- 2.2 dCi: questa motorizzazione era l'evoluzione in chiave common rail del precedente 2.2 montato sulla versione precedente: aveva una cilindrata di 2188 cm³ e una potenza massima di 150 CV.

Tre le varianti di cambio previste: la maggior parte delle motorizzazioni era abbinata ad un cambio manuale a 5 marce, tranne il 2.2 dCi ed i due 1.9 dCi più potenti, che montavano un 6 marce e il 3.0 V6 che montava invece un cambio automatico Proactive a 4 rapporti. Quest'ultima variante era anche un optional disponibile in abbinamento con il motore 1.8 16v: in questo caso la potenza massima scendeva da 121 a 115 CV.

#### Innovazioni

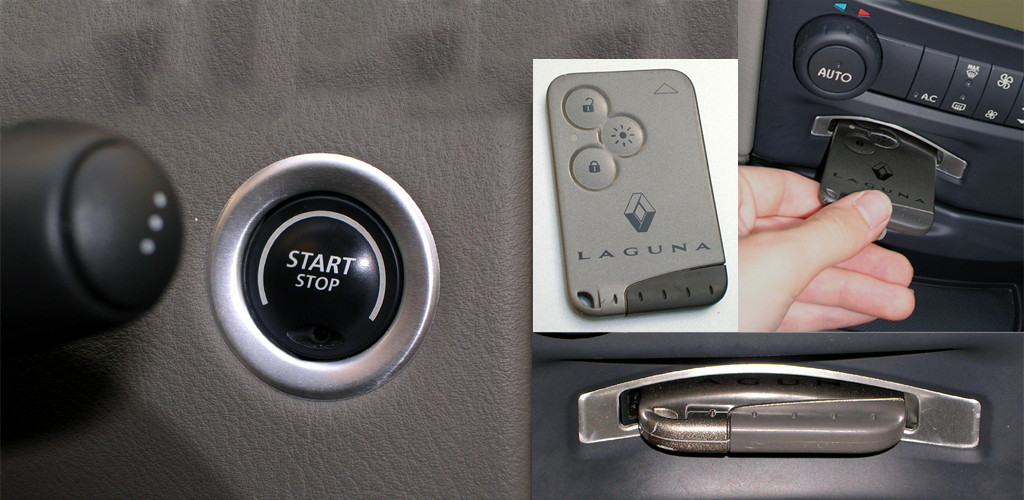
La tessera di avviamento prevista di serie per la Laguna II

Una delle principali innovazioni introdotte con il lancio della seconda generazione della Laguna è stata la tessera per lo sblocco automatico delle serrature e per l'avviamento del motore. Il conducente, tenendo la tessera in tasca e avvicinandosi alla vettura, consente alle serrature di sbloccarsi. Una volta all'interno dell'abitacolo, il conducente può avviare il motore inserendo la tessera in un'apposita feritoia. Tale innovazione, denominata anche chiave elettronica o Easy Access System, sarebbe stata poi estesa anche ad altri modelli del gruppo Renault-Nissan.
Con la Laguna II vi fu anche il ritorno del sistema elettronico "parlante", che la casa francese provò ad inserire in alcuni suoi modelli già negli anni ottanta.
La Laguna II fu la prima vettura al mondo a fregiarsi delle cinque stelle Euro NCAP in seguito ai crash test effettuati per valutarne appunto il livello di sicurezza: nessun'altra vettura, fino a quel momento, era riuscita a fare altrettanto. Il merito è da attribuire soprattutto a due barre a deformazione programmata situate nel vano motore da 40 kg ciascuna. Sempre sul fronte sicurezza, la Laguna II montò inoltre degli airbag e delle cinture di sicurezza ad azione differenziata a seconda dell'entità dell'urto.
Un'altra dotazione elettronica fu il sistema di sensori per il monitoraggio della pressione gomme. Le molte ricercatezze tecnologiche si dimostrarono però piuttosto inaffidabili: in particolare fu il sistema a chiave elettronica a rivelarsi più come una fonte di noie piuttosto che di comfort con sempre più frequenti episodi di guasti del sistema. L'anno peggiore fu il 2003, anno in cui la Laguna II toccò il punto più basso della sua popolarità.

### Evoluzione

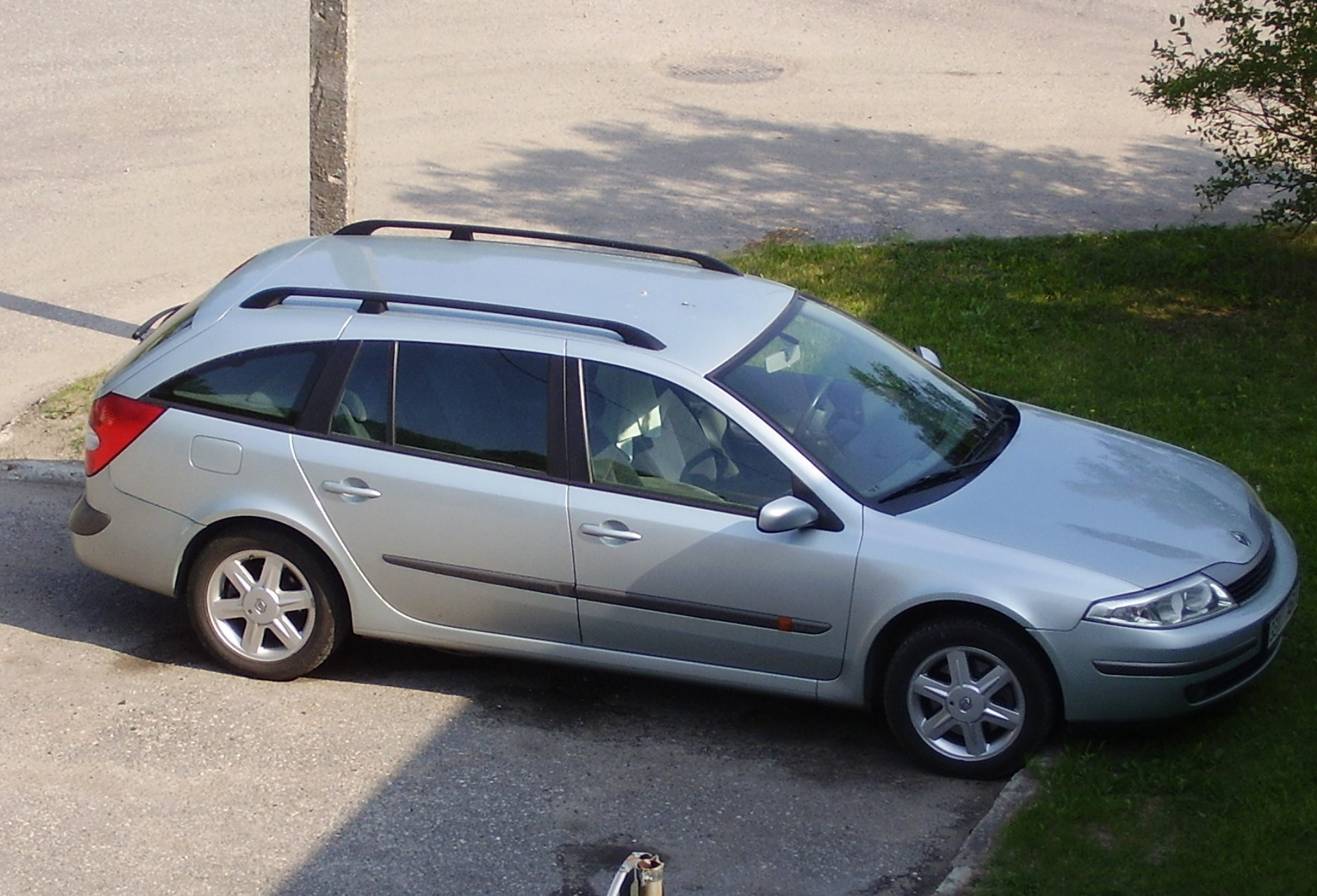
La Laguna GrandTour (Estate in Francia), versione station wagon della gamma Laguna II

Al suo debutto, la Laguna II fu introdotta contemporaneamente come berlina che come station wagon: quest'ultima versione ricevette come nella vecchia station denominazioni differenti a seconda dei mercati di destinazione. Così in Francia fu denominata Laguna Estate mentre in Italia ricevette la denominazione GrandTour e in altri paesi fu commercializzata come Sport Tourer. A differenza della versione precedente, la nuova giardinetta non fu concepita come una vettura da grandi carichi, ma come una vettura dall'aspetto più dinamico, pur senza per questo rinunciare alle caratteristiche volumetriche del vano bagagli. In questo modo intendeva divenire maggiormente competitiva nei confronti delle station wagon di pari fascia di mercato appartenenti al segmento "premium". In questa sua configurazione di carrozzeria offriva un bagagliaio da 475 litri, ampliabili a 1.300 grazie all'operazione di abbattimento del divanetto posteriore.
Nel 2002 il motore 1.9 dCi da 100 CV di potenza arrivò anche in Italia, mentre al vertice della gamma diesel andò a posizionarsi il motore 2.2 della famiglia G, già utilizzato nella precedente Laguna, ma che in questa seconda generazione fu dotato di tecnologia common rail e portato ad una potenza di 150 CV. Sul fronte dei motori a benzina la gamma si completò con l'arrivò di un nuovo 2 litri bialbero, simile a quello già esistente in gamma, ma con la differenza di essere alimentato a iniezione indiretta e con potenza di 135 CV.
Nel 2003 la gamma delle motorizzazioni a benzina ricevette altri aggiornamenti: per colmare il gap tra il 2.0 16v da 135 CV e la più costosa e potente versione 3.0 V6, venne introdotto un nuovo motore, vale a dire un 2 litri turbo da 163 CV di potenza massima. Scomparve invece dal listino il 2 litri ad iniezione diretta.
Nel 2004 il nuovo cambio automatico Proactive a 5 rapporti poté essere abbinato al motore 2.2 dCi, che però in questo caso dovette essere depotenziato da 150 a 140 CV. Nello stesso anno il 1.9 dCi da 107 CV scomparve dai listini: in alcuni mercati venne sostituito per un solo anno da un'ulteriore variante dello stesso motore, con potenza massima scesa a 92 CV, ma rivisitato in modo da migliorare l'erogazione di coppia motrice, salita da 200 a 230 Nm.

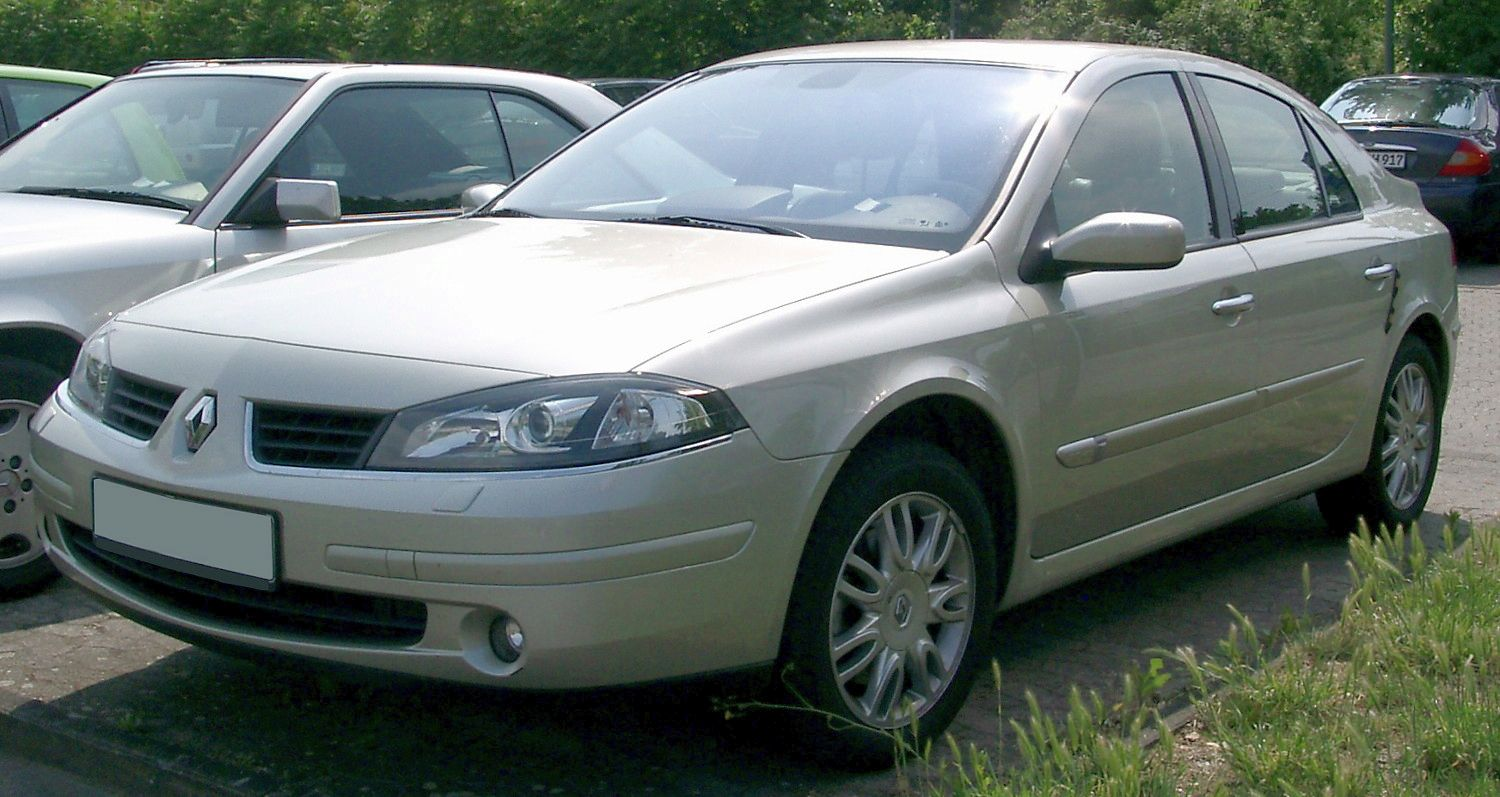
La Laguna II dopo il restyling del 2005

Nel 2005 arrivò il restyling di mezza età: venne aggiornato il frontale, ora più levigato e in linea con gli altri modelli Renault del periodo. Vennero ridisegnati i gruppi ottici, la calandra, il logo centrale e il paraurti. Il lifting comportò un leggero accorciamento del cofano motore. Anche l'abitacolo usufruì di migliorie, con nuovi materiali e una plancia ridisegnata in funzione di una maggior razionalità. Per quanto riguarda i motori, si ebbero novità ed aggiornamenti un po' ovunque: il 1.6 16v di base passò da 107 a 112 CV, mentre il 1.8 16v scomparve dal listino. Invariato il 2 litri aspirato da 135 CV, mentre il 2 litri sovralimentato si sdoppiò in due varianti, rispettivamente da 170 e 204 CV di potenza massima, quest'ultima immediatamente a ridosso del V6 da 3 litri, che rimase fermo a 207 CV. Quanto alla versione da 170 CV, essa fu eliminata da alcuni listini, tra cui quello italiano. Sul versante diesel, alla base della gamma andò a posizionarsi il 1.9 dCi da 110 CV, seguito dalle varianti da 120 e 130 CV dello stesso motore. Più in alto si ebbe l'arrivo del nuovo 2 litri turbodiesel da 150 CV di potenza massima, mentre nella zona alta rimase il 2.2 dCi da 150 CV (o 140 se con l'automatico a 4 rapporti).
Nel 2006 il 1.9 dCi da 120 CV sparì dai listini, mentre il 2 litri dCi venne proposto anche in una variante da 175 CV ed il 2.2 dCi venne proposto solo in versione con cambio automatico e potenza massima di 140 CV.
Furono gli ultimi aggiornamenti apportati alla gamma: verso la fine del 2007 la Laguna II venne pensionata a favore della terza generazione.

### Riepilogo caratteristiche
Di seguito vengono riepilogate le caratteristiche delle varie versioni costituenti la gamma della Laguna II. I prezzi riportati sono espressi in euro e si riferiscono al livello di allestimento meno costoso ed al momento del debutto nel mercato italiano, salvo nelle versioni mai importate in Italia, dove il prezzo non viene riportato.:
| Modello | Carrozzeria   | Motore   | Cilindrata cm³ | Alimentazione                          | Potenza CV/rpm | Coppia Nm/rpm | Cambio/ N°rapporti    | Massa a vuoto (kg) | Velocità max | Acceler. 0–100 km/h | Consumo (l/100 km) | Emissioni CO2/ (g/km) | Anni di produzione |
| Versioni a benzina |               |          |                |                                        |                |               |                       |                    |              |                     |                    |                       |                    |
| Laguna 1.6 16v (107 CV) | Berlina       | K4M-710  | 1598           | Iniez. elett. indiretta multipoint     | 107/5750       | 148/3750      | Manuale 5 marce       | 1.305              | 195          | 11"5                | 7.6                | 173                   | 2000-05            |
| Laguna 1.6 16v (107 CV) | Station Wagon | K4M-710  | 1598           | Iniez. elett. indiretta multipoint     | 107/5750       | 148/3750      | Manuale 5 marce       | 1.340              | 188          | 11"7                | 7.8                | 178                   | 2000-05            |
| Laguna 1.6 16v (112 CV) | Berlina       | K4M-716  | 1598           | Iniez. elett. indiretta multipoint     | 112/6000       | 151/4250      | Manuale 5 marce       | 1.270              | 197          | 11"5                | 7.8                | 175                   | 2005-07            |
| Laguna 1.6 16v (112 CV) | Station Wagon | K4M-716  | 1598           | Iniez. elett. indiretta multipoint     | 112/6000       | 151/4250      | Manuale 5 marce       | 1.305              | 194          | 11"8                | 8.1                | 182                   | 2005-07            |
| Laguna 1.8 16v | Berlina       | F4PC     | 1783           | Iniez. elett. indiretta multipoint     | 121/5750       | 170/3750      | Manuale 5 marce       | 1.315              | 203          | 10"7                | 7.9                | 174                   | 2000-05            |
| Laguna 1.8 16v | Station Wagon | F4PC     | 1783           | Iniez. elett. indiretta multipoint     | 121/5750       | 170/3750      | Manuale 5 marce       | 1.350              | 200          | 10"9                | 8.1                | 184                   | 2000-05            |
| Laguna 2.0 16v | Berlina       | F4R      | 1998           | Iniez. elett. indiretta multipoint     | 134/5750       | 191/3750      | Manuale 5 marce       | 1.280              | 207          | 9"8                 | 8.4                | 187                   | 2002-071           |
| Laguna 2.0 16v | Station Wagon | F4R      | 1998           | Iniez. elett. indiretta multipoint     | 134/5750       | 191/3750      | Manuale 5 marce       | 1.310              | 204          | 10"1                | 8.5                | 198                   | 2002-071           |
| Laguna 2.0 16v IDE2 | Berlina       | F4R      | 1998           | Iniez. elett. diretta                  | 140/6000       | 203/3750      | Manuale 5 marce       | 1.335              | 210          | 9"8                 | 8.1                | 185                   | 2000-032           |
| Laguna 2.0 16v IDE2 | Station Wagon | F4R      | 1998           | Iniez. elett. diretta                  | 140/6000       | 203/3750      | Manuale 5 marce       | 1.370              | 207          | 9"9                 | 8.3                | 190                   | 2000-032           |
| Laguna 2.0 16v Turbo (163 CV) | Berlina       | F4R-T    | 1998           | Iniez.indiretta + turbocompressore     | 163/5000       | 270/3250      | Manuale 6 marce       | 1.380              | 218          | 8"5                 | 8.7                | 196                   | 2003-05            |
| Laguna 2.0 16v Turbo (163 CV) | Station Wagon | F4R-T    | 1998           | Iniez.indiretta + turbocompressore     | 163/5000       | 270/3250      | Manuale 6 marce       | 1.420              | 215          | 8"7                 | 9                  | -                     | 2003-05            |
| Laguna 2.0 16v Turbo (170 CV) | Berlina       | F4R-T    | 1998           | Iniez.indiretta + turbocompressore     | 170/5000       | 270/3250      | Manuale 6 marce       | 1.320              | 223          | 8"4                 | 8.9                | 198                   | 2005-072           |
| Laguna 2.0 16v Turbo (170 CV) | Station Wagon | F4R-T    | 1998           | Iniez.indiretta + turbocompressore     | 170/5000       | 270/3250      | Manuale 6 marce       | 1.355              | 220          | 8"6                 | 9                  | 200                   | 2005-072           |
| Laguna 2.0 16v Turbo GT | Berlina       | F4R-T    | 1998           | Iniez.indiretta + turbocompressore     | 204/5000       | 300/3000      | Manuale 6 marce       | 1.320              | 235          | 7"2                 | 9                  | 200                   | 2005-07            |
| Laguna 2.0 16v Turbo GT | Station Wagon | F4R-T    | 1998           | Iniez.indiretta + turbocompressore     | 204/5000       | 300/3000      | Manuale 6 marce       | 1.355              | 232          | 7"4                 | 9                  | 203                   | 2005-07            |
| Laguna 3.0 V6 24v | Berlina       | L7X      | 2946           | Iniez. elett. indiretta                | 207/6000       | 285/3750      | Automatico 5 rapporti | 1.480              | 235          | 8"1                 | 10.8               | 237                   | 2000-07            |
| Laguna 3.0 V6 24v | Station Wagon | L7X      | 2946           | Iniez. elett. indiretta                | 207/6000       | 285/3750      | Automatico 5 rapporti | 1.510              | 230          | 8"3                 | 11                 | 239                   | 2000-07            |
| Versioni a gasolio |               |          |                |                                        |                |               |                       |                    |              |                     |                    |                       |                    |
| Laguna 1.9 dCi (92 CV) | Berlina       | F9Q-664  | 1870           | Turbodiesel iniez. diretta common rail | 92/4000        | 230/2000      | M/6                   | -                  | -            | -                   | -                  | 157                   | 2004-062           |
| Laguna 1.9 dCi (92 CV) | Station Wagon | F9Q-664  | 1870           | Turbodiesel iniez. diretta common rail | 92/4000        | 230/2000      | M/6                   | -                  | -            | -                   | -                  | -                     | 2004-062           |
| Laguna 1.9 dCi (100 CV) | Berlina       | F9Q-716  | 1870           | Turbodiesel iniez. diretta common rail | 100/4000       | 200/1500      | M/5                   | 1.330              | 185          | 13"                 | 5.7                | 144                   | 2000-043           |
| Laguna 1.9 dCi (100 CV) | Station Wagon | F9Q-716  | 1870           | Turbodiesel iniez. diretta common rail | 100/4000       | 200/1500      | M/5                   | 1.365              | 182          | 13"2                | 5.9                | 150                   | 2000-043           |
| Laguna 1.9 dCi (107 CV) | Berlina       | F9Q-T754 | 1870           | Turbodiesel iniez. diretta common rail | 107/4000       | 250/1750      | Manuale a 6 marce     | 1.350              | 190          | 12"3                | 5.9                | 152                   | 2000-05            |
| Laguna 1.9 dCi (107 CV) | Station Wagon | F9Q-T754 | 1870           | Turbodiesel iniez. diretta common rail | 107/4000       | 250/1750      | Manuale a 6 marce     | 1.365              | 187          | 12"5                | 6                  | 154                   | 2000-05            |
| Laguna 1.9 dCi (110 CV) | Berlina       | F9Q      | 1870           | Turbodiesel iniez. diretta common rail | 110/4000       | 260/2000      | Manuale a 6 marce     | 1.350              | 190          | 12"3                | 5.8                | 150                   | 2005-07            |
| Laguna 1.9 dCi (110 CV) | Station Wagon | F9Q      | 1870           | Turbodiesel iniez. diretta common rail | 110/4000       | 260/2000      | Manuale a 6 marce     | 1.385              | 187          | 12"9                | 5.9                | 152                   | 2005-07            |
| Laguna 1.9 dCi (120 CV) | Berlina       | F9Q-T750 | 1870           | Turbodiesel iniez. diretta common rail | 120/4000       | 270/2000      | Manuale a 6 marce     | 1.385              | 200          | 10"7                | 5.8                | 146                   | 2000-07            |
| Laguna 1.9 dCi (120 CV) | Station Wagon | F9Q-T750 | 1870           | Turbodiesel iniez. diretta common rail | 120/4000       | 270/2000      | Manuale a 6 marce     | 1.420              | 197          | 10"9                | 5.9                | 149                   | 2000-07            |
| Laguna 1.9 dCi (130 CV) | Berlina       | F9Q-758  | 1870           | Turbodiesel iniez. diretta common rail | 130/4000       | 300/2000      | Manuale a 6 marce     | 1.350              | 204          | 10"2                | 6.2                | 154                   | 2005-07            |
| Laguna 1.9 dCi (130 CV) | Station Wagon | F9Q-758  | 1870           | Turbodiesel iniez. diretta common rail | 130/4000       | 300/2000      | Manuale a 6 marce     | 1.385              | 201          | 10"5                | 6.3                | 159                   | 2005-07            |
| Laguna 2.0 dCi (150 CV) | Berlina       | M9R-742  | 1995           | Turbodiesel iniez. diretta common rail | 150/4000       | 340/2000      | Manuale a 6 marce     | 1.420              | 215          | 8"9                 | 6.1                | 154                   | 2005-07            |
| Laguna 2.0 dCi (150 CV) | Station Wagon | M9R-742  | 1995           | Turbodiesel iniez. diretta common rail | 150/4000       | 340/2000      | Manuale a 6 marce     | 1.455              | 212          | 9"2                 | 6.3                | 160                   | 2005-07            |
| Laguna 2.0 dCi (175 CV) | Berlina       | M9R      | 1995           | Turbodiesel iniez. diretta common rail | 175/3750       | 360/1750      | Manuale a 6 marce     | 1.430              | 225          | 8"4                 | 6.3                | 159                   | 2006-07            |
| Laguna 2.0 dCi (175 CV) | Station Wagon | M9R      | 1995           | Turbodiesel iniez. diretta common rail | 175/3750       | 360/1750      | Manuale a 6 marce     | 1.465              | 222          | 8"6                 | 6.5                | 164                   | 2006-07            |
| Laguna 2.2 dCi Aut. | Berlina       | G9T      | 2188           | Turbodiesel iniez. diretta common rail | 140/4000       | 320/1750      | Automatico 5 rapporti | 1.495              | 205          | 10"4                | 8.2                | 204                   | 2004-074           |
| Laguna 2.2 dCi Aut. | Station Wagon | G9T      | 2188           | Turbodiesel iniez. diretta common rail | 140/4000       | 320/1750      | Automatico 5 rapporti | 1.530              | 202          | 10"6                | 8.3                | 206                   | 2004-074           |
| Laguna 2.2 dCi | Berlina       | G9T      | 2188           | Turbodiesel iniez. diretta common rail | 150/4000       | 320/1750      | Manuale 6 marce       | 1.490              | 215          | 9"8                 | 6.6                | 167                   | 2000-053           |
| Laguna 2.2 dCi | Station Wagon | G9T      | 2188           | Turbodiesel iniez. diretta common rail | 150/4000       | 320/1750      | Manuale 6 marce       | 1.525              | 212          | 10"                 | 6.7                | 170                   | 2000-053           |
| Note: 1In Italia solo a partire dal 2005 2Non commercializzata in Italia 3In Italia solo a partire dal 2002 4In Italia solo a partire dal 2006 |               |          |                |                                        |                |               |                       |                    |              |                     |                    |                       |                    |